# Tanis (paleontologická lokalita)
Tanis (podle egyptského města ve filmu Indiana Jones a dobyvatelé ztracené archy) je paleontologická lokalita v souvrství Hell Creek na území Severní Dakoty v USA, proslulá sedimenty utvořenými krátce po dopadu planetky Chicxulub v době před 66 miliony let do oblasti současného Mexického zálivu. Lokalita se nachází zhruba 3000 kilometrů severně od místa dopadu a zachycuje události prvních desítek minut až hodin po této katastrofické události z přelomu křídy a paleogénu.

## Význam
Lokalita je prvním místem nabízejícím pohled na události přímo spojené s dopadem planetky Chicxulub na konci období křídy. Mezi tamějšími objevy jsou například fosilní jeseterovité ryby s impaktními sférulemi v žábrách, zatopené nory savců a hmyzu i zkamenělé otisky opeření a fosilní otisky stop dinosaurů, které dokládají, že tito populární plazi přežili až na samotný konec křídy. Výzkum této lokality provádí zejména paleontolog Robert DePalma a jeho kolegové, mezi nimi například i geolog Walter Alvarez, který je spoluautorem původní impaktní teorie z roku 1980. Lokalita je zkoumána od roku 2012, první předběžné výsledky byly zveřejněny v říjnu 2017 a první oficiální studie byla publikována 1. dubna 2019. Výzkum však nadále probíhá a bude pravděpodobně trvat mnoho dalších let.
Další zprávy z podzimu roku 2021 mluví předběžně o dochovaných otiscích stop dinosaurů (včetně mláďat), například triceratopsů, kachnozobých a teropodních dinosaurů (včetně fosilií extrémně dlouhých per) z doby jen týdny až měsíce před dopadem asteroidu. Objevena byla také fosilizovaná kůže triceratopse a menšího ornitopodního dinosaura (možná rodu Thescelosaurus) a velmi dobře dochovaná zadní končetina (v původním objemu) s fosilními otisky kůže.
Ukazuje se také, že k dopadu došlo pravděpodobně v průběhu pozdního jara až raného léta, což dokládá aktivita hmyzu a vývojová stadia ryb, objevených ve fosilním stavu na lokalitě.
V dubnu 2022 byl na televizních obrazovkách publikován dokument o lokalitě Tanis a objevech na ní, a to v produkci BBC.

## Organismy
V říjnu roku 2022 byli formálně popsáni první živočichové, jejichž fosilie byly objeveny na této lokalitě – jsou jimi jeseterovité ryby dvou nových druhů.